# Carolyn Slayman
Carolyn Walch Slayman (11. března 1937 Portland – 27. prosince 2016) byla americká genetička, byla jednou z prvních žen, jež absolvovaly doktorandský program na Rockefellerově univerzitě. Téměř padesát let působila na lékařské fakultě Yaleovy univerzity, kde byla profesorkou genetiky a proděkankou pro akademické a vědecké záležitosti. Během svého působení na univerzitě pomáhala založit program postgraduálního studia a působila jako ředitelka postgraduálního studia na katedře lidské genetiky a v roce 1984 se stala vedoucí katedry. Jako proděkanka od roku 1995 až do své smrti roku 2016 pomáhala vytvářet mnoho klíčových programů lékařské fakulty, včetně Yaleova centra pro analýzu genomu.

## Biografie
Carolyn Slayman se narodila 11. března 1937 v Portlandu ve státě Maine, v roce 1958 absolvovala Swarthmore College s vyznamenáním v oborech biologie a chemie. Začala studovat biochemii na Johns Hopkins University, ale v roce 1959 nastoupila na doktorandský program do laboratoře nositele Nobelovy ceny Edwarda L. Tatuma na Rockefellerově univerzitě, kde byla jedinou ženou ve třídě, a v roce 1963 získala doktorát z biochemické genetiky. Postdoktorandký výzkum v oboru membránové biochemie absolvovala na Cambridgeské univerzitě.
V roce 1967 nastoupila jako odborná asistentka na katedru mikrobiologie a fyziologie na Yaleově univerzitě a stala se vůdčí osobností univerzity a průkopnicí v oblasti genetiky. V roce 1972 pomohla založit postgraduální program na katedře lidské genetiky a v letech 1972–1984 působila jako ředitelka postgraduálního studia genetiky. V roce 1984 se stala vedoucí katedry genetiky a stala se tak první ženou, která vedla katedru na lékařské fakultě. O sedm let později byla jmenována profesorkou genetiky. V roce 1995 byla jmenována proděkankou pro akademické a vědecké záležitosti lékařské fakulty Yaleovy univerzity. Jako proděkanka dohlížela na akademické a vědecké záležitosti školy a kromě vytváření a rozvoje výzkumných programů a základních zařízení věnovala zvláštní pozornost náboru profesorů a rozvoji fakulty. Ve funkci proděkanky působila až do své smrti v roce 2016.
Velkou část své výzkumné kariéry věnovala studiu protonové pumpy v plazmatické membráně hub, nejprve u chlebové plísně Neurospora crassa a později u pekařských kvasinek Saccharomyces cerevisiae. Zaměřila se také na geny, které kódují membránové transportní proteiny. V roce 2000 svou laboratoř zredukovala, ale nadále se aktivně podílela na jejím vedení a až do své smrti často pořádala víkendová setkání se svými pracovníky.

### Osobní život
V roce 1959 se provdala za Clifforda L. Slaymana, který se stal profesorem buněčné a molekulární fyziologie na Yaleově univerzitě. Měli spolu dvě děti. Zemřela 27. prosince 2016 po recidivě rakoviny prsu ve věku 79 let.